# ワールド・カインドネス・デー

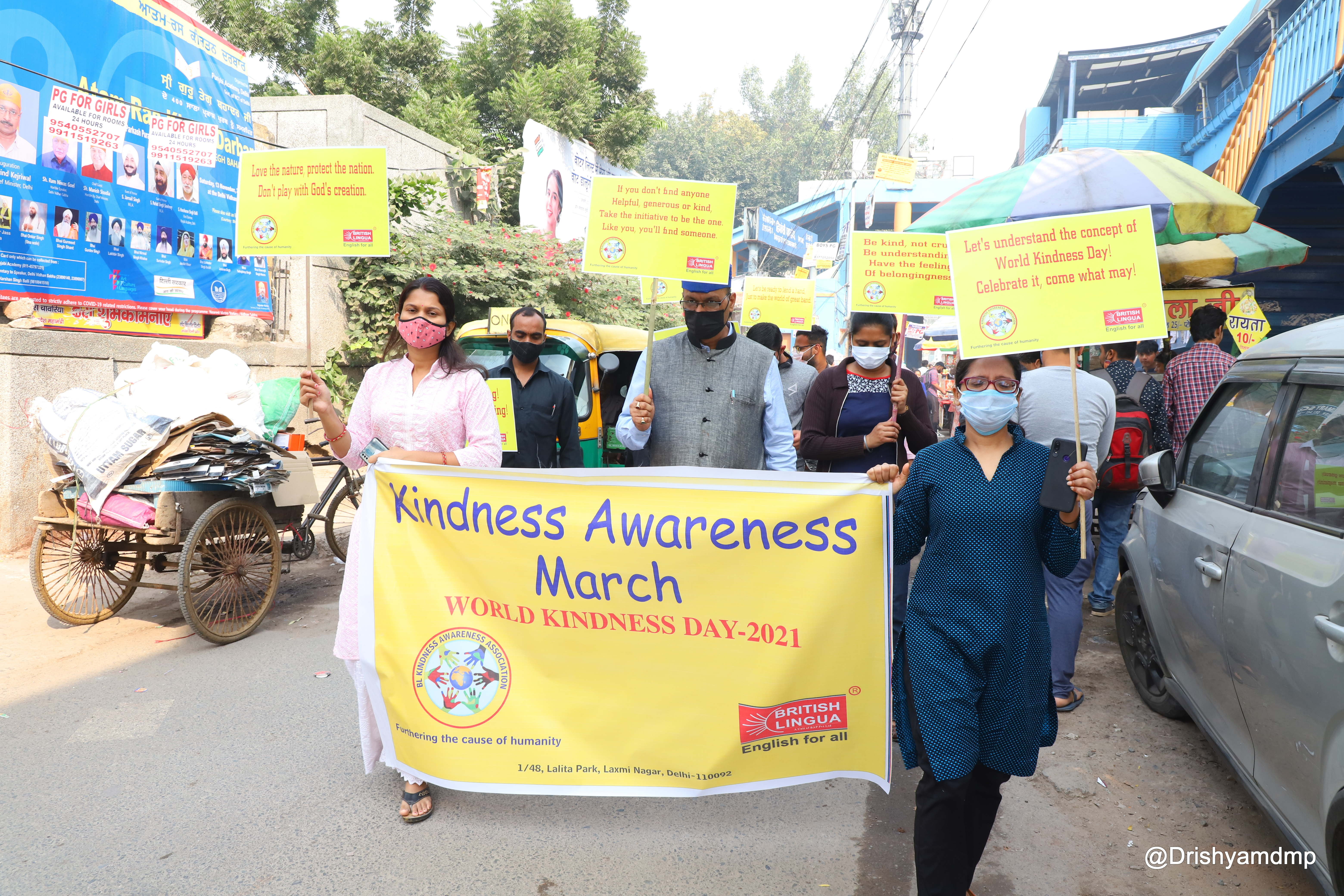
2021年のワールド・カインドネス・デーにインドで行われた、親切な行動の普及啓発活動を周知する行進

ワールド・カインドネス・デー(世界やさしさの日)（英: World Kindness Day）は、「カインドネス（優しさ、親切）」の啓発や発信を行うNGOのワールド・カインドネス・ムーブメント（World Kindness Movement）によって制定された、世界で親切な行動の普及啓発を目指す記念日。毎年11月13日。日本語では「世界やさしさの日」と訳される。

## 概要
ワールド・カインドネス・デーを制定したワールド・カインドネス・ムーブメント（WKM）は、1997年に東京で行われた会議において設立が宣言され、2000年にシンガポールで行われた会議で発足した。当初は国内NGOの連合組織であったが、2019年にはスイスの法律に基づいて国際NGOとして登録された。ワールド・カインドネス・デーが制定されたのは、WKMの発足から間もない1998年11月13日であり、以降毎年11月13日に祝われている。
WKMは、ワールド・カインドネス・デーを、人々を結びつけるポジティブな力と「カインドネス（優しさ、親切）」に焦点を当て、地域社会での親切な行動・優しい行動を普及啓発する日であると定義している。
この日に合わせて、世界各地でイベントや活動が行われている。また、企業がこの日に合わせた商品などを発表することもある。レディー・ガガは、若者たちとメンタルヘルスについてのディスカッションを行った番組を2021年のワールド・カインドネス・デーの前日にリリースしている。
2023年現在、ワールド・カインドネス・デーは非公式な記念日であるが、WKMは国際連合による正式な認定を受け、国際的な記念日となることを望んでいる。